# Rudston
Rudston – wieś w Anglii, w hrabstwie East Riding of Yorkshire. Leży 39 km na północ od miasta Hull i 288 km na północ od Londynu. W 2001 miejscowość liczyła 390 mieszkańców.